# Lithops salicola
Lithops salicola es una especie de planta suculenta perteneciente a la familia  Aizoaceae que es nativa de  Namibia.

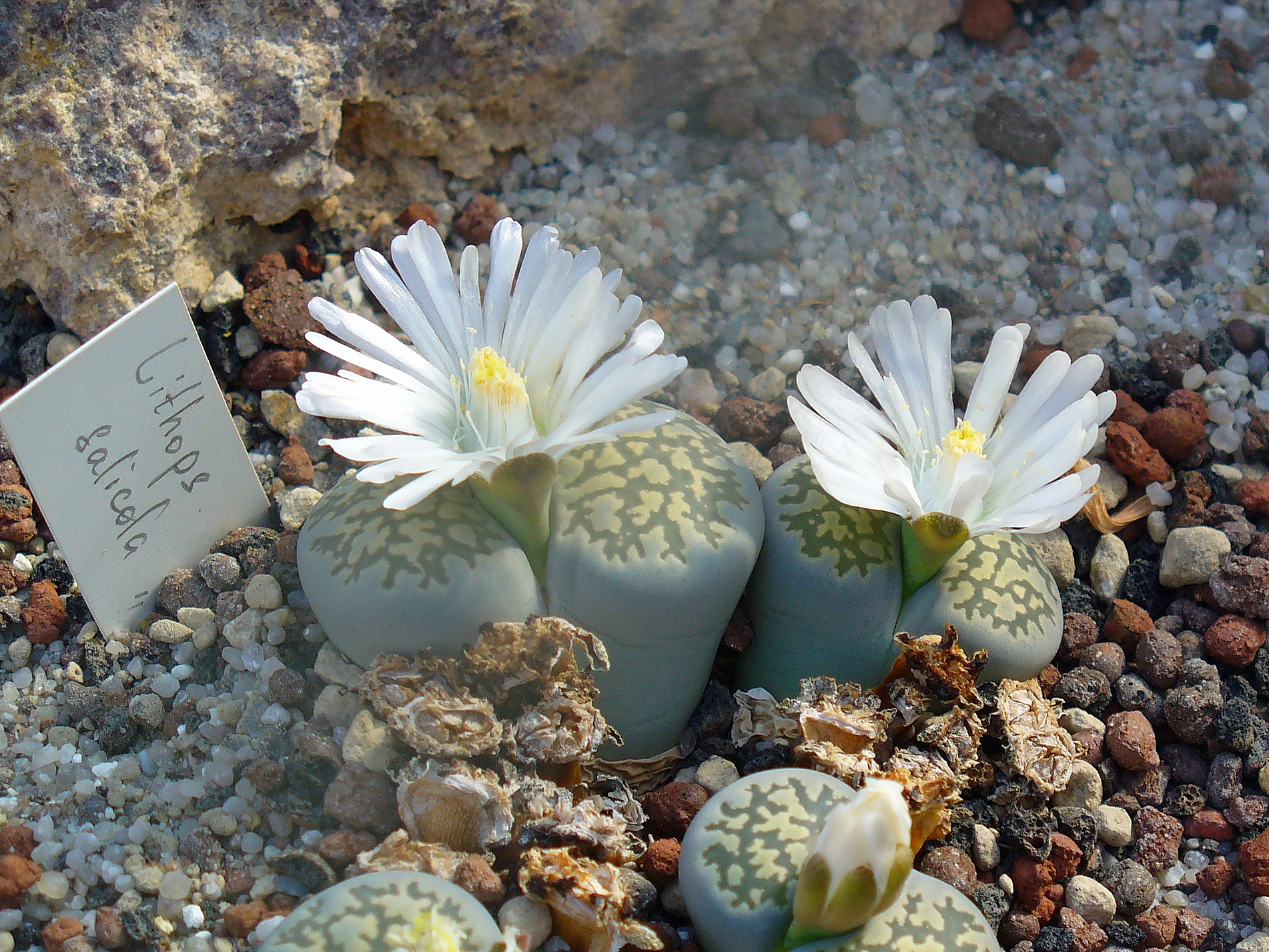
Vista de la planta en flor

## Descripción
Forma grupos de dos hojas acopladas, divididas por una fisura por donde aparecen las flores. Cada par de hojas forman el cuerpo de la planta que tiene forma cilíndrica o cónica con una superficie plana. De la fisura entre las hojas brota, en periodo vegetativo, las nuevas hojas y en cuanto se abren, las antiguas se agostan. 

## Taxonomía
Lithops salicola fue descrita por  Harriet Margaret Louisa Bolus, y publicado en Notes Mesembryanthemum 3: 33 1936.
Etimología
Lithops: nombre genérico que deriva de las palabras griegas: "lithos" (piedra) y "ops" (forma).
salicola: epíteto latino 